# Рибковский, Николай Андреевич
Никола́й Андре́евич Рибко́вский (настоящая фамилия — Кузнецо́в; май 1903 года, деревня Рибково, Великолукский уезд, Псковская губерния, Российская империя — после 1950) — советский партийный и профсоюзный деятель. Первый секретарь Выборгского райкома ВКП(б) Карело-Финской ССР (1940—1941), первый секретарь Выборгского райкома ВКП(б) Ленинградской области (1944—1948), секретарь Ленинградского обкома профсоюза рабочих промышленности вооружённых сил СССР (1948—1950-е).
В 1940-х годах вёл дневник, отрывки из которого впервые были опубликованы в 1975 году. Наибольшую известность получила дневниковая запись от 5 марта 1942 года, в которой описано его пребывание в санатории Ленинградского обкома и горкома ВКП(б) «Мельничный Ручей». Дневник Рибковского стал самым цитируемым свидетельством привилегий партийной номенклатуры в блокадном Ленинграде.

## Биография
Настоящая фамилия Н. А. Рибковского — Кузнецов. Родился в мае 1903 года в деревне Рибково Спасо-Никольской волости Великолукского уезда Псковской губернии (с 1955 года не существует — была включена в черту города Великие Луки как улица Рибково).
Его отец занимался отходничеством и подолгу жил в Санкт-Петербурге на заработках, Николай с малых лет находился при нём. Отец работал грузчиком, разгружал баржи, собирал утиль и страдал алкоголизмом. В 1912 году «по бедности» он
отправил Николая к матери в деревню Рибково. С 1912 по 1913 год Николай учился в церковно-приходской школе села Выдумка (совр. д. Старосокольники) Великолукского уезда. Затем школу пришлось бросить, так как он заболел скарлатиной, а весной 1914 года был отправлен обратно к отцу в Петроград.
В августе 1914 года отец был мобилизован в царскую армию, поэтому Николаю, как старшему ребёнку в семье, с 11 лет пришлось начать работать. В 1914—1915 годах он ученик слесаря на «Парусиновой фабрике Коха» в Петрограде, которая занималась пошивом пальто, накидок и плащей для офицеров. Мать Николая также переехала в Петроград, она клеила коробки на табачной фабрике «Лаферм». С января 1915 по май 1917 года Николай — ученик, а затем подручный прядильщика на фабрике «Новая бумагопрядильня» в Петрограде. В мае 1917 года он вместе с матерью вернулся в деревню Рибково, где ей как солдатке новая власть выделила надел земли и лошадь.
В 1917—1918 годах он учился в вечерней общеобразовательной школе для подростков и молодёжи на станции Великие Луки и работал сучильщиком шерстопрядильной фабрики в Великих Луках. В 1918—1919 годах — учился в железнодорожном училище на станции Великие Луки и работал по специальности — железнодорожным рабочим 25-го участка службы пути Московско-Виндаво-Рыбинской железной дороги, станции Великие Луки.
В 1919 году отец Николая вернулся из армии в деревню Рибково, где до 1925 года занимался сельским хозяйством. В 1919—1920 годах — Николай красноармеец 10-й стрелковой дивизии 16-й армии. Как он указал в одной из автобиографий: «В 1919 году я пошёл добровольцем на Псковский фронт, в Красную Армию против банд Булак-Балаховича… Участвовал в боях под Псковом и при наступлении на Варшаву». В армии Николай вступил в комсомол. Служил секретарём военкома, а с 1920 года — политбойцом — ответственным организатором ячейки ВЛКСМ 1019-го полевого подвижного госпиталя. Был признан негодным к строевой службе по болезни туберкулёзом с исключением из рядов РККА. Член ВЛКСМ с 1919-го по 1930 год.
В начале 1920-х годов Николай Кузнецов сменил фамилию на производную от названия родной деревни Рибково — Рибковский. В 1920—1921 годах он был слушателем университета Главполитпросвета РСФСР в Могилёве. Учился на факультете искусств. Окончил тонально-драматическую студию по специальности режиссёр (в другой автобиографии указал, что получил специальность «геоработник крестьянских объединений [руководитель крестьянства]»). В 1922—1926 годах служил агентом особого военно-железнодорожного участка 4-го и 2-го отделов службы эксплуатации Октябрьской железной дороги в Великих Луках и Бологое. В 1924 году по Ленинскому призыву вступил в кандидаты в члены ВКП(б). В 1926—1928 годах — председатель юнсекции рабочего клуба в Бологое. В апреле 1926 года Бологовской городской партийной организацией Новгородской губернии был принят в члены ВКП(б). Партбилет № 1105503. В 1928—1930 годах — заведующий и председатель правления рабочего клуба им. Луначарского на станции Медведево Северо-Западных железных дорог. В 1929—1930 годах учился в Государственном институте журналистики в Ленинграде. Окончил курсы редакторов по специальности «редактор районной газеты».
В 1930—1931 годах Н. А. Рибковский занимал должность ответственного редактора районной газеты «Ударник» в Бологое. В мае 1931 года из-за обострения туберкулёза для перемены климата переехал в Самару. С мая 1931 по сентябрь 1932 года — заместитель, а затем ответственный редактор краевой радиогазеты «Волжская Правда» в Самаре. В сентябре 1932 года, когда после перенесённого менингита его четырёхлетняя дочь Ида потеряла слух и речь, переехал для её лечения в Ленинград. В 1932—1933 годах занимал должность ответственного редактора газеты «Красный ток» Ленинградского отделения всесоюзного электротехнического объединения. С 1933-го по 1934 год являлся секретарём цеховой партийной организации монтажного отдела и заместителем секретаря бюро коллектива ВКП(б) ЛОВЭО. Учился в Детскосельском доме политпросвета Ленинградского обкома и горкома ВКП(б). Окончил курсы оргпартрезерва по специальности партработник.
С 1934-го по 1936 год Н. А. Рибковский занимал должность секретаря парткома ленинградского завода «Теплоприбор». С апреля 1936-го по май 1937 года — инструктор по информации Дзержинского райкома ВКП(б) Ленинграда. С мая 1937-го по март 1938 года — инструктор по кадрам Дзержинского райкома ВКП(б). С марта 1938-го по май 1938 года — инструктор по печати Дзержинского райкома ВКП(б). С мая 1938-го по май 1939 года занимал должность 3-го секретаря Дзержинского райкома ВКП(б). В 1939—1940 годах являлся слушателем Высшей школы парторганизаторов ЦК ВКП(б) в Москве.
С 1940-го по 1941 год занимал должность 1-го секретаря Виипурского (Выборгского) райкома ВКП(б) Карело-Финской ССР. Был избран депутатом Выборгского райсовета и депутатом горсовета Тронгзунда. В 1941—1943 годах занимал должность заведующего партсектором отдела кадров Ленинградского горкома ВКП(б). В 1943—1944 годах являлся заместителем уполномоченного ВЦСПС по Ленинграду и Ленинградской области. В 1944—1948 годах Н. А. Рибковский вновь стал 1-м секретарём, теперь Выборгского райкома ВКП(б) Ленинградской области и депутатом Выборгского райсовета.
В 1948 году Н. А. Рибковский получил инвалидность II группы и был освобождён от должности 1-го секретаря Выборгского райкома ВКП(б) с формулировкой «в связи с переходом на другую работу». С 1948-го и до начала 1950-х годов занимал должность секретаря Ленинградского обкома профсоюза рабочих промышленности вооружённых сил СССР.
Сохранился отзыв о стиле работы Н. А. Рибковского в обкоме профсоюза, составленный 4 ноября 1950 года председателем Леноблсовпрофсоюза Николаем Николаевичем Пшеницыным (1908—1979): «В практической работе применяет всевозможные формы письменного руководства низовыми организациями в ущерб живой работе и проверке выполнения решений. Проявляет нерешительность при самостоятельном решении вопросов и нежелание нести ответственность за принимаемые решения. Специфики предприятий не знает».
Рибковский был любителем чтения, кино и в особенности театра — он не пропускал ни одной премьеры и даже «в тяжёлые годы блокады ходил на „зрелищные мероприятия“ не реже, чем раз в неделю». Рецензия Рибковского «Значительный спектакль» на оперу В. В. Желобинского «Мать» была опубликована 30 января 1939 года в газете «Советское искусство».
Не судим, ближайшие родственники в правах не поражались. Проживал в Ленинграде на Гражданской улице в доме № 10. Обладал слабым здоровьем и прекрасным почерком, разборчивым, похожим на машинопись. Причина смены фамилии и дата смерти неизвестны.

## Дневник Рибковского
Дневник Рибковского, который состоит из тринадцати тетрадей, был начат 27 января 1940 года и обрывается на записи от 14 октября 1944 года. Впервые некоторые его страницы за 1943—1944 годы были опубликованы в 1975 году в сборнике воспоминаний «Советские профсоюзы в Великой Отечественной войне: 1941—1945», составленном заведующим архивом ВЦСПС И. И. Белоносовым. Однако наибольшую известность получила дневниковая запись от 5 марта 1942 года, опубликованная в 1998 году доктором философских наук, профессором философского факультета РГГУ Н. Н. Козловой в журнале «Социологические исследования»:

Вот уже три дня как я в стационаре горкома партии. По моему это просто-напросто семидневный дом отдыха и помещается он в одном из павильонов ныне закрытого дома отдыха партийного актива Ленинградской организации в Мельничном Ручье. Обстановка и весь порядок в стационаре очень напоминает закрытый санаторий в городе Пушкине… Очевидцы говорят, что здесь охотился Сергей Миронович Киров, когда приезжал отдыхать… От вечернего мороза горят щеки… И вот с мороза, несколько усталый, с хмельком в голове от лесного аромата вваливаешься в дом, с теплыми, уютными комнатами, погружаешься в мягкое кресло, блаженно вытягиваешь ноги…
Питание здесь словно в мирное время в хорошем доме отдыха: разнообразное, вкусное, высококачественное. Каждый день мясное — баранина, ветчина, кура, гусь, индюшка, колбаса; рыбное — лещь, салака, корюшка, и жареная, и отварная, и заливная. Икра, балык, сыр, пирожки, какао, кофе, чай, триста грамм белого и столько же чёрного хлеба на день, тридцать грамм сливочного масла и ко всему этому по пятьдесят грамм виноградного вина, хорошего портвейна к обеду и ужину. Питание заказываешь накануне по своему вкусу. Я и ещё двое товарищей получаем дополнительный завтрак, между завтраком и обедом: пару бутербродов или булочку и стакан сладкого чая.

Этот отрывок из дневника Н. А. Рибковского стал «самым цитируемым свидетельством о роскошестве партократии» и наиболее дискуссионным на предмет достоверности. В средствах массовой информации высказываются различные версии его происхождения.

### Версия первая. Дневник Рибковского — фальшивка
Распространению этой версии немало поспособствовало то, что в 2019 году вышел снятый в жанре чёрной комедии российский художественный фильм «Праздник», реакция критики на который была, в основном, резко негативной. По утверждению режиссёра фильма Алексея Красовского: «фильм основан на записях в дневнике партийного работника Николая Рибковского, датированных мартом 1942 года, где он описывает своё нахождение в санатории горкома в Мельничном Ручье, где продуктов было вдоволь, и подробно, в деталях, описывает это изобилие».
Ещё до своего выхода фильм оказался в центре скандала. Ряд блогеров высказывал мнение, что «дневники — фальшивка, состряпанная на деньги Сороса». В федеральных СМИ, например, в Комсомольской правде, утверждалось, что: «Николай Рибковский не пережил блокады и умер в 1944 году. Этот факт уже ставит под сомнения описываемые Рибковским лукулловы пиры. Во-вторых, никто не видел оригиналов дневников, их не верифицировали специалисты».
Кандидат исторических наук, архивист Центрального государственного архива историко-политических документов Санкт-Петербурга, Владимир Алексеевич Орав, так комментирует отрицание достоверности дневника и утверждения, что это вообще не живой человек, а фикция: «Нет, Николай Рибковский — реально существовавшая фигура, я специально знакомился с его личным делом в бывшем партийном архиве — нынешнем ЦГАИПД СПб. Между «зимней» и Великой Отечественной войнами он был секретарём райкома партии в Выборге, затем был переведён в горком партии в Ленинграде. И те сведения о себе, которые он приводит в дневнике, соответствуют записям в его личном деле... Принимать на веру всё, что написал в своем дневнике Рибковский, конечно же, нельзя, — нужны документы, которые бы подтвердили описанные им факты. Но и отметать с ходу этот источник как фальшивый тоже невозможно».
Нельзя утверждать и того, что никто не видел оригиналов дневников и «их не верифицировали специалисты». Дневник Н. А. Рибковского являлся частью личного фонда заведующего архивом ВЦСПС И. И. Белоносова, который первым, ещё в 1975 году, опубликовал часть дневника в сборнике «Советские профсоюзы в Великой Отечественной войне: 1941—1945». Личный фонд Белоносова хранился в Центре документации «Народный архив» (ЦДНА, фонд 306). По мнению профессора Н. Н. Козловой, дневник попал к Белоносову именно потому, что Рибковский «стал в конце войны одним из руководителей Ленинградского горкома профсоюзов». В 2006 году фонды «Народного архива», и в том числе фонд И. И. Белоносова, были переданы в РГАНИ.

### Версия вторая. Дневник Рибковского — это плод его голодного воображения
Профессиональные историки не подвергают сомнению подлинность дневника Рибковского и используют его в качестве исторического документа. Например, «Российская газета», официальный печатный орган правительства Российской Федерации, опубликовала статью доктора исторических наук Юлии Кантор, в которой дневник Рибковского упоминается без каких-либо оговорок. Однако в некоторых публикациях можно встретить утверждение, что все описанные в дневнике «пиршества», это просто плод его голодного воображения, так как в марте 1942 года «питание в этом стационаре соответствовало госпитальным либо санаторным нормам, действовавшим на тот момент».
По мнению историка Е. С. Холмогорова в картине пиршества, описанного Рибковским, настораживает «преувеличенная художественность одних частей описания „баранина, ветчина, кура, гусь, индюшка, колбаса…“ и сухая деловитая точность других, столь часто встречающаяся в блокадных дневниках: „300 граммов белого и столько же чёрного хлеба на день, 30 граммов сливочного масла…“… Совершенно невозможно представить это все на столах санатория военных лет для низовых партработников, да ещё и одновременно». «Перед нами бред оголодавшего человека, добравшегося до немного улучшенного питания». «Этот тщательный подсчет — типичная и реалистичная деталь блокадных дневников, а вот ветчина и балык — это плод фантазий. Отсюда такая странная для человека XX века словесная конструкция как „50 граммов виноградного вина“. Она выдает литературную игру Рибковского с головой».
Секрет дневника, по мнению Е. С. Холмогорова, раскрывается просто — профессиональный журналист Рибковский прочёл первую часть трилогии «Каменный пояс» писателя Е. А. Фёдорова — роман «Демидовы», в одном из мест которого, весьма подробно описаны пиршества времён Петра I, «а у многих пишущих людей, особенно с невыработанным стилем, возникает зависимость от прочитанного… Он стал описывать меню партийного санатория образами из „Демидовых“, думая прославить тем самым советскую власть… Иными словами, никаким участником номенклатурных пиршеств Рибковский не был и о них не свидетельствовал».
Это утверждение входит в явное противоречие с мнением профессора Н. Н. Козловой, которая пишет в своей книге «Советские люди. Сцены из истории»: «Не могу не сообщить читателю, что не пошли нашему герою на пользу пиры. Он тяжело заболел желудком от непривычного избытка еды». По её мнению, дневник Рибковского — это просто дневник: «Наш герой не циник, а, скорее, человек, искренний… В тексте дневника никакого фольклорно-мифологического начала явно не прослеживается».

### Версия третья. Рибковский описал то, что видел
Во время Великой Отечественной войны на базе санатория Ленинградского обкома и горкома ВКП(б) «Мельничный Ручей» был открыт стационар Ленинградского обкома и горкома ВКП(б) для поправки здоровья ответственных работников блокадного Ленинграда, называемый также в документах блокадного времени — «стационар для номенклатурных работников, нормы питания в котором значительно превышают обычные».
В подсобном хозяйстве санатория «Мельничный Ручей», а по сути ведомственном совхозе, трудились 25 постоянных и до 50 сезонных рабочих. Выращивали коров, свиней, птицу, культивировали различные зерновые и овощные культуры, содержали свой фруктовый и ягодный сады. Под посевами находилось 17,4 га, кроме того ему принадлежало 100 га сенокосов. Большинство из перечисленных в дневнике Рибковского продуктов производили на месте в достатке. Так, молоком и яйцами подсобное хозяйство всю блокаду обеспечивало не только санаторий, но и правительственную столовую Смольного. В самом санатории штат административно-хозяйственного и медицинского персонала насчитывал 50 человек. Он был рассчитан на приём 50—60 отдыхающих в месяц, однако фактическая численность отдыхающих составляла 25—30 человек.
В послевоенные годы стационар для поправки здоровья ответственных работников на базе санатория продолжил работу. Официальная суточная норма продуктов питания одного отдыхающего, утверждённая постановлением бюро Ленинградского обкома ВКП(б) от 22 мая 1946 года, составляла более 3,6 кг: «1. Мясные продукты — 350 гр.; 2. Ветчина — 80 гр.; 3. Колбасные изделия — 80 гр.; 4. Крупа — 150 гр.; 5. Овощи — 750 гр.; 6. Консервы фруктовые — 100 гр.; 7. Хлеб чёрный — 200 гр.; 8. Хлеб белый — 400 гр.; 9. Мука пшеничная — 100 гр.; 10. Мука картофельная — 100 гр.; 11. Сахар — 100 гр.; 12. Варенье — 50 гр.; 13. Чай — 4 гр.; 14. Кофе — 20 гр.; 15. Какао — 15 гр.; 16. Яиц — 1 шт.; 17. Рыба консервированная, икра — 100 гр.; 18. Соль — 15 гр.; 19. Жиры — 120 гр.; 20. Сухофрукты — 100 гр.; 21. Вино виноградное — 100 гр.; 22. Молоко — 500 гр.; 23. Творог — 100 гр.; 24. Сметана — 100 гр.; Всего на 53 руб. 59 коп.»
Исходя из неё, отдыхающие могли составлять себе индивидуальное меню. Такая суточная норма создавала благоприятные условия для хищения продуктов и виноградного вина, норма выдачи которого, по сравнению с 1942 годом, увеличилась в два раза, при этом общая структура продуктового пайка полностью соответствует описанной в дневнике Рибковского. Конечно, представленная в документах ЦГАИПД СПб норма относится к маю 1946 года, однако в первые послевоенные годы снабжение населения продовольствием ненамного отличалось от блокадного. По официальным данным в результате неурожая 1946 года голодающими в СССР числилось не менее 1 700 000 человек. Вновь, как в блокаду, были зафиксированы случаи каннибализма. Всего, по мнению доктора исторических наук В. Ф. Зимы, от массового голода в 1946—1947 годах в стране погибло около полутора миллионов человек.
В 1948 году расходы на продукты питания в санатории составляли 55 рублей в день на человека или 1650 рублей в месяц, при средней зарплате рабочего в промышленности 650 рублей. Стоимость путёвки составляла 70 рублей на 24 дня. Подсобное хозяйство санатория производило говядину, свинину, поросят, молоко, сметану, творог, мясо кур и индюков, куриные яйца, а также рожь, картофель ранний и сезонный, помидоры, огурцы, свёклу, редис, кабачки, лук, салат, укроп, капусту кочанную и цветную, морковь, турнепс, брюкву, редьку, яблоки, сливы, вишни, чёрную смородину, крыжовник, малину и землянику. Вся полученная в подсобном хозяйстве продукция шла «на снабжение санатория, а также отпускалась на дачи ответственных работников обкома и горкома ВКП(б)», и такое положение сохранялось с 1941 по 1949 год.
Так же в пользу скрупулёзной точности Рибковского говорит то, что упомянутые в его дневнике «хороший портвейн», «виноградное вино» и «бильярд», фигурируют в акте ревизии санатория, произведённой 21 ноября 1949 года в рамках «Ленинградского дела», которая вскрыла масштабные хищения продуктов питания, алкогольных напитков, посуды, мебели, книг и другого имущества, и по результатам которой 3 декабря 1949 года санаторий Ленинградского обкома и горкома ВКП(б) «Мельничный Ручей» был ликвидирован.

Бывший санаторий Ленинградского обкома и горкома ВКП(б) «Мельничный Ручей». Фото 2010 года
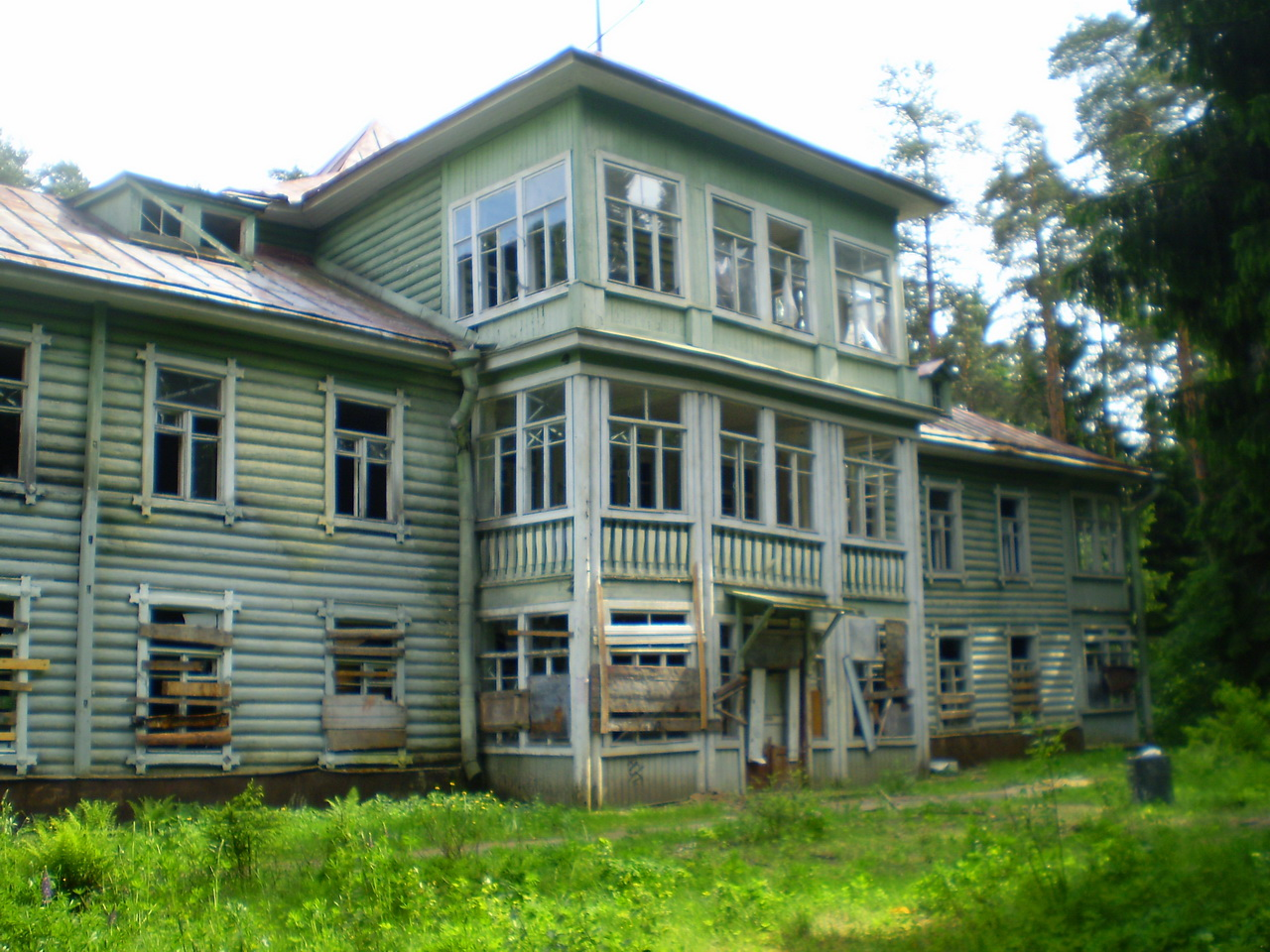
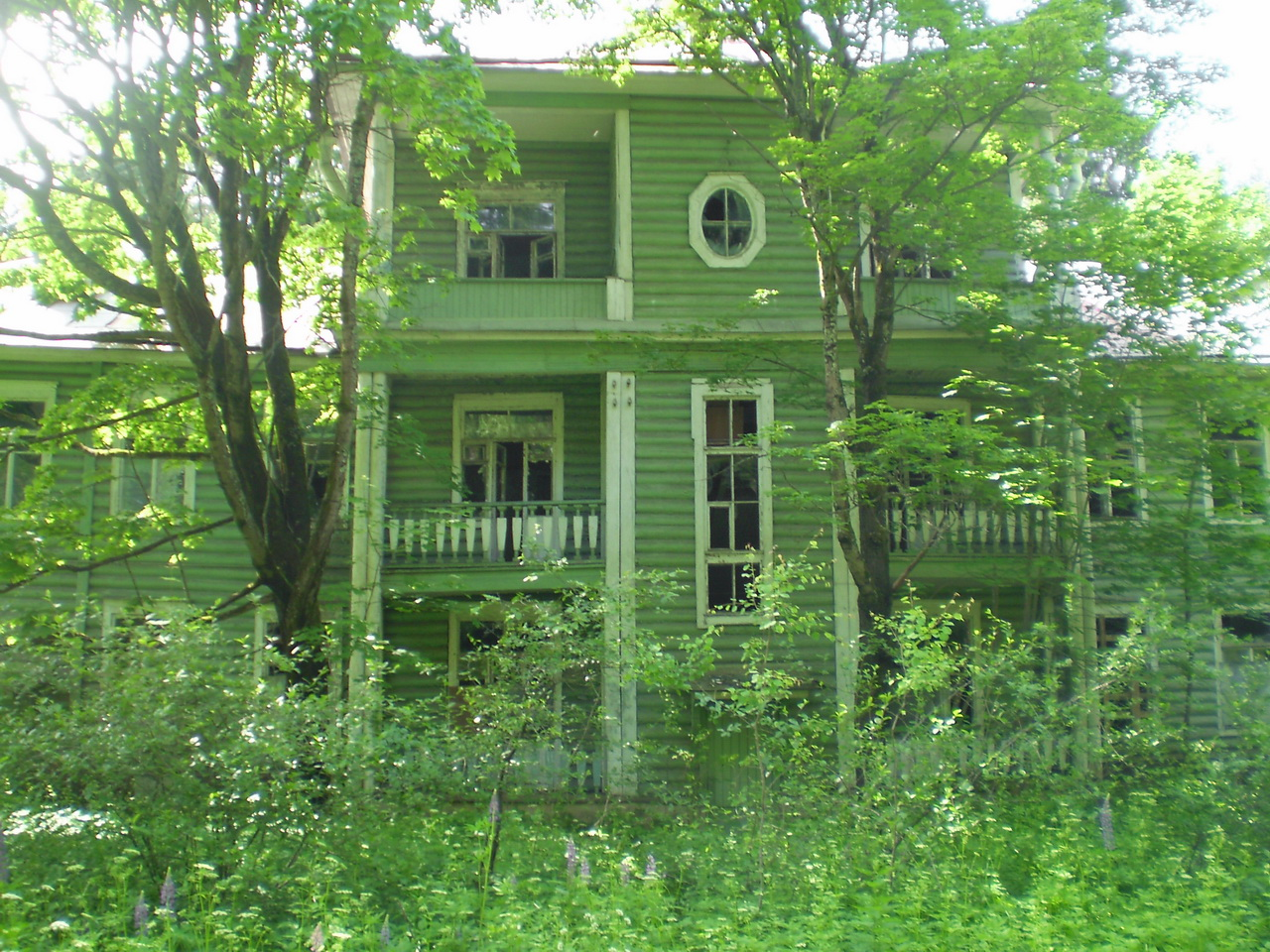
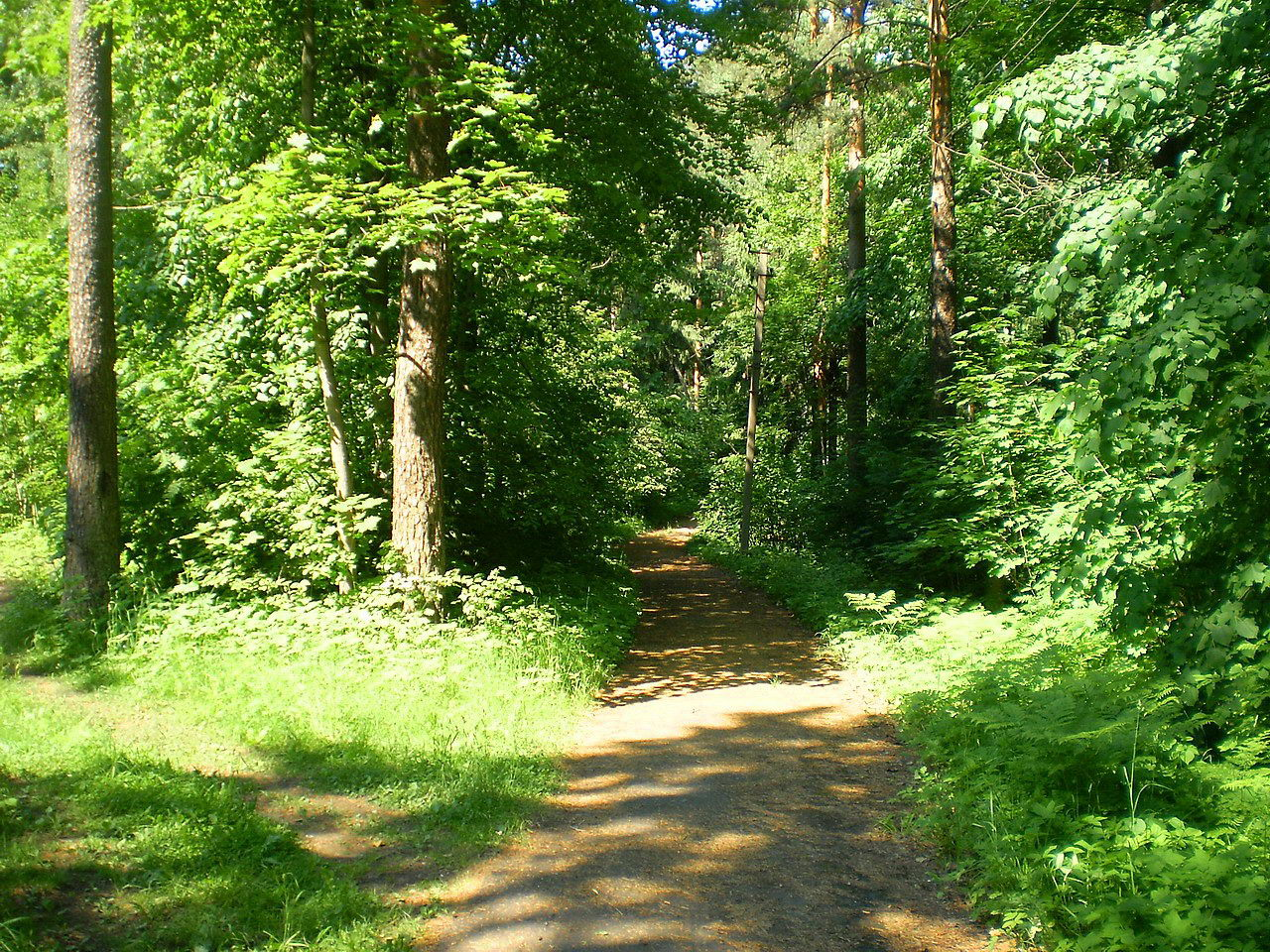

## Семья
- Отец — Кузнецов Андрей Васильевич, родился в 1881 году в деревне Рибково, умер в 1942 году[43].
- Мать — Кузнецова (ур. Сухорукова) Мария Алексеевна, родилась в 1882 году в деревне Макоедово Богородицкой волости Великолукского уезда Псковской губернии, умерла в 1920-х годах[43].
- Сёстры:
  - Кузнецова Елизавета Андреевна, родилась в 1913 году в Петрограде, в замужестве Васильева[43];
  - Кузнецова Антонина Андреевна, родилась в 1916 году в Петрограде, в замужестве Никифорова[43].

Отец и обе сестры с детьми во время войны находились на оккупированной территории.
- Брат:
  - Кузнецов Фёдор Андреевич, родился в 1920 году в Петрограде[43].
- Первая жена — Кириллова Елизавета Ивановна, член ВКП(б), работник НКВД. За развод с ней получил партийное взыскание — «внушение»[43].
- Вторая жена — Купцова Анна Емельяновна, родилась в 1919 году в Бельском уезде Смоленской губернии (совр. Холм-Жирковский район Смоленской области), член ВКП(б), из крестьян, домохозяйка[43].
- Дети:
  - Рибковский Владимир Николаевич, родился 30.11.1926 года в Бологое, ветеран войны, судостроитель[43][44][45];
  - Рибковская Ида Николаевна, родилась в 1928 году в Бологое[43];
  - Рибковский Сергей Николаевич (31.03.1935—10.10.2008), родился в Ленинграде[43][46];
  - Рибковский Пётр Николаевич, родился в 1950 году в Ленинграде[43].

## Награды
- медаль «За оборону Ленинграда» (1943)
- медаль «За доблестный труд в Великой Отечественной войне 1941—1945 гг.» (1945)[9]

## Комментарии
1. ↑  Институт был образован на базе Ленинградского вечернего техникума печати в 1930 году